# Sinim
La Tierra del Sin (en alfabeto hebreo: סִין), también conocido como Sinim (en alfabeto hebreo, סִינִים, los habitantes de la tierra de Sin), se menciona en la Biblia hebrea, en el Libro de Isaías 49:12:

"He aquí, estos vendrán de lejos:

y he aquí éstos del norte y del occidente,

y éstos de la tierra de Sinim ".

Aunque algunos estudiosos lo han reclamado como un nombre de variante para un lugar no tan lejano en Fenicia y otros como una referencia a Siena o al desierto de Sinaí. Algunos incluso han asociado a Sinim con China, la palabra raíz de Sinim, Sinae se asemeja a la latinización de Qin, haciendo referencia a la dinastía Qin, fundada en 221 a. C. por Qin Shi Huang. En el momento de la profecía no era China, pero muchos pequeños estados.